# 巍焕楼
巍焕楼，位于中国广东省东莞市东莞市道滘镇永庆村，为东莞市的一个市、县级文物保护单位，类型为古建筑，公布时间为1993年6月22日。
巍焕楼的历史年代为清代。